# 5a Brigada Mixta (Exèrcit Popular de la República)
La 5a Brigada Mixta va ser una unitat de l'Exèrcit Popular de la República que va participar en la Guerra Civil Espanyola, sent una de les primeres que es va crear seguint el sistema de les Brigades Mixtes. Aquesta unitat va estar composta per carrabiners.

## Història
La brigada va ser creada cap a finals d'octubre de 1936 a Villena, a partir de forces de carrabiners. Va ser formada a partir d'unitats de carrabiners i va quedar sota el comandament de Fernando Sabio Dutoit.
El 4 de novembre la brigada va partir cap a Villacañas en ferrocarril, i des d'allí va continuar per mitjans motoritzats fins a aconseguir la zona de Colmenar de Oreja i Chinchón, on va quedar instal·lat el lloc de comandament de la brigada. Durant la defensa de Madrid va cedir dues dels seus batallons per a la defensa de la ciutat. El dia 7 la 5a BM es trobava protegint el sector de Vallecas. El dia 12, al costat de la 2a Brigada Mixta i XII Brigada Internacional, va atacar el Cerro de los Ángeles. El 21 de novembre el comandament republicà li va encomanar la reconquesta del Cerro Garabitas, recentment capturat per les forces revoltades. No obstant això, la brigada va fracassar en el seu intent de conquistar el turó i a canvi va sofrir moltes baixes, entre elles la del comandant Sabio —que va resultar ferit. Al començament de desembre la unitat va ser destinada a cobrir el front que anava des de Valdemorillo fins a la Ciutat Universitària de Madrid, sector que es trobava sota el comandament del general Kléber. Poc després la brigada va ser adscrita a la 5a Divisió, sota el comandament del comandant Juan Perea Capulino.
La brigada va participar en les últimes fases de la batalla del Jarama. Arribada a la zona de combat, el 14 de febrer va intentar conquistar el pont de Pindoque, però l'atac va fracassar. Després de l'estabilització del front de Madrid, la 5a BM no tornaria a participar en cap acció bèl·lica important.
A la fi de 1937 la brigada va quedar adscrita a la 13a Divisió. En la primavera de 1938 va passar a dependre de la 18a Divisió del Grup d'Exèrcits de la Regió Central (GERC). Al març de 1939, en els primers moments del Cop de Casado la unitat va tenir una actitud vacil·lant, però finalment es va inclinar en favor de les tropes de Liberino González, consolidant la victòria del coronel Segismundo Casado. La brigada va desaparèixer amb el final de la contesa.

## Comandaments
- Capità d'intendència Fernando Sabio Dutoit;
- Tinent coronel de carrabiners Luis Sánchez Codés;
- Capità de carrabiners Hilario Fernández Recio;
- Capità de carrabiners Lázaro Fraguas Palacios;
- Capità de carrabiners Manuel Suárez Zabalo;